# Vranisht
Vranisht – wieś położona w północnej części Albanii w gminie Fajzë. Wieś znajduje się 105 kilometrów od stolicy państwa, Tirany.

## Demografia
Według spisu ludności z 2001 roku we wsi Vranisht mieszkało 1556 mieszkańców.